# Миколаївський обласний художній музей імені В. В. Верещагіна

Барельєф В. В. Верещагіна

Миколаївський художній музей імені В. В. Верещагіна — художній музей, розташований у Миколаєві. Знаходиться у будівлі № 47 на вулиці Великій Морській, яка є пам'яткою архітектури другої половини XIX століття.

## Історія

### Передумови створення
Велику роль у створенні Миколаївського обласного художнього музею ім. В. В. Верещагіна відіграв Микола Антонович Гедройць. Високоосвічена і духовно щедра людина, князь М. А. Гедройць багато зробив для збереження образотворчого мистецтва, пошуку активних форм популяризації і підтримки українських художників, згуртував навколо себе людей, небайдужих до долі країни, розвитку та популяризації художнього мистецтва. Проживаючи в Миколаєві, М. А. Гедройць ініціював створення Товариства витончених мистецтв, яке в 1913 налічувало понад 100 членів і об'єднувало миколаївських художників і прихильників мистецтва. Про високий авторитет Товариства свідчив і факт опіки над ним Великого князя Кирила Володимировича.
Саме з ініціативи М. А. Гедройця, організаційний комітет звернувся з листом до Президента Академії мистецтв, де зазначалося: «Ім'я В. В. Верещагіна, як колишнього вихованця морського училища, який, до того ж, так трагічно загинув у морській стихії, оточене винятково зворушливою шаною серед моряків. І ми, миколаївці, прагнемо увічнити пам'ять славетного художника — філософа …, який так блискуче прославляв своїм генієм нашу Вітчизну».

### Заснування музею
Музей засновано в 1914 членами місцевого товариства прихильників образотворчих мистецтв як пам'ятник художнику Василю Верещагіну. Перша колекція музею була розташована у колишньому будинку гауптвахти військового відомства та містила твори, які були передані Академією мистецтв, Російським музеєм Олександра III, а також особисті речі, що були надіслані вдовою В. В. Верещагіна — Лідією Василівною.
Велику допомогу у справі створення музею та присвоєння йому імені В. В. Верещагіна надав комітету художник І. Є. Рєпін. Він схвалив і підтримав ініціативу М. А. Гедройця. В іншому листі, вже до військового Морського міністерства, І. Ю. Рєпін підкреслював: «Форма виявлення нашого шанування світлої пам'яті покійного В. В. Верещагіна — заснування художнього музею його імені в морському місті, в Миколаєві, цілком доцільна і найкращою мірою увічнює образ художника-патріота як повчальний приклад майбутнім поколінням».
Водночас Товариство витончених мистецтв ім. В. В. Верещагіна, очолюване князем М. А. Гедройцем, вирішувало з місцевою владою, зокрема з міським головою Миколою Павловичем Леонтовичем, питання про виділення приміщення для новоствореного художнього музею.
Після того, як Імператорська Академія мистецтв і Російський музей (Санкт-Петербург) висловили згоду на передачу в Миколаїв творів В. В. Верещагіна та інших полотен відомих художників, до міської Думи з вдячністю і новим проханням звернулися члени Ради Товариства витончених мистецтв, де відзначили про необхідність виділення окремого обладнаного приміщення.
Після такого звернення Дума разом з міським Головою М. П. Леонтовичем, вирішили для функціонування майбутнього художнього музею ім. В. В. Верещагіна, надати приміщення Миколаївського Відділення Імператорського Технічного товариства.
Відгукувалися меценати, які погоджувалися передати до колекції музею твори з власних колекцій. Вдова художника Л. В. Верещагіна передала особисті речі художника, Імператорський Ломоносовський порцеляновий завод готувався відправити до Миколаєва порцелянові вироби. Все це не давало можливості в нормальних умовах демонструвати у передбаченому приміщенні музейні експонати. Крім того, надалі планувалося в художньому музеї влаштовувати виставки-продажі художніх полотен та інших виробів мистецтв.
Таким чином, знову порушується питання про нове приміщення. До цієї справи залучають І. Є. Рєпіна, авторитет і слава якого допомогли. Письмові звернення великого художника до царя, морського міністра І. К. Григоровича та інших чиновників зрушили справу з місця.
22 вересня 1912 Головний інспектор морської будівельної частини, виконуючи урядове розпорядження, передав в оренду на 12 років приміщення однієї з найкращих споруд міста — гауптвахти для художнього музею. Це було найбільш відповідне приміщення, як за розмірами, так і за місцем розташування — на Соборній площі. Будинок був зведений у вигляді двоповерхового палацу на замовлення Г. О. Потьомкіна за проєктом петербурзького архітектора І. Є. Старова у класичному стилі. У цьому приміщенні музей планувалося розмістити на верхньому поверсі, а художні майстерні, школу мистецтв та інші допоміжні приміщення повинні були розташовуватися на першому поверсі, тут же планувалося відкрити крамничку, де б продавалися декоративно-ужиткові вироби, брошури про В. В. Верещагіна та інше.
Відкриття Миколаївського художнього музею відбулося 6 червня (за новим стилем) 1914 року — в 10-річчя трагічної смерті на броненосці «Петропавловськ» віце-адмірала С. О. Макарова і художника-баталіста В. В. Верещагіна.
Основу музейної експозиції склали 148 різних (картин, етюдів та малюнків) творів В. В. Верещагіна, які були отримані з Російського музею імператора Олександра III-го. Серед них найвидатнішими були 20 картин, три з яких показувалися в грудні 1914 року в Санкт-Петербурзі на посмертній виставці творів В. В. Верещагіна.

### Допомога Петербурзької академії мистецтв
Разом з тим, Петербурзька академія мистецтв відправляє у Миколаїв 29 робіт відомих російських майстрів пензля і різця. До колекції музею увійшли твори І. К. Айвазовського «Пушкін на березі моря», М. І. Авілова «Іван Грозний на прогулянці», В. Є. Маковського «Букініст», К. Я. Крижицького «Штиль», роботи Д. К. Крайнєва, В. Д. Полєнова, Ф. О. Рубо. Згодом надійшло ще 9 робіт.
Крім живопису, були передані й скульптури М. М. Антокольського «Іван Грозний», В. О. Беклемішева «Свята Варвара».
Крім Академії мистецтв, Товариство ім. А. І. Куїнджі направило до музею три пейзажі майстра («Гірський пейзаж», «Марина», «Зимовий ландшафт»).

### Створення перших колекцій
Виконав обіцянку і Імператорський порцеляновий завод, який разом з гранувальною фабрикою передали унікальні колекції декоративно-ужиткового мистецтва.
Приватні колекціонери та міські жителі дарували полотна видатних художників. Сподвижник створення музею М. А. Гедройць подарував 11 малюнків В. В. Верещагіна.
Серед найпочесніших гостей на відкритті музею був син В. В. Верещагіна. Завдяки подарованим сім'єю особистим речам художника, вдалося відтворити обстановку робочого кабінету митця.
Як і планувалося, при музеї стали успішно працювати школа та курси малювання, де в перші місяці діяльності навчалося 120 осіб. На додаток, для дорослих мешканців були організовані заняття з виробництва килимів, які проводила досвідчена майстриня, навмисно запрошена з Курської губернії.

## Радянський період
Після Жовтневого перевороту зібрання поповнилося творами з націоналізованих приватних колекцій, картинами Р. Г. Судковського (переданими в 1924 з Очакова братом художника), творами радянських майстрів, які надійшли із Всеукраїнського комітету у справах мистецтв.
Напередодні Радянсько-німецької війни колекція музею налічувала майже 1000 творів. У роки нацистської окупації музей було розграбовано.
Відновлення почалося одразу після звільнення міста. У 1945 музей відновив свою роботу у невеликій старовинній садибі. Було знайдено деякі твори В. В. Верещагіна, його особисті речі, роботи І. К. Айвазовського, Р. Г. Судковського, М. М. Антокольського тощо. Велику допомогу у формуванні післявоєнної колекції надали Київська картинна галерея, Київський музей західного та східного мистецтва, Одеський художній музей.
У 1970-1980 колекція музею постійно поповнювалася за рахунок надходжень з дирекції художніх виставок Міністерства культури СРСР, УРСР, Спілки художників СРСР, УРСР та інших організацій, а також з особистих колекцій.
У 1980-1990 особливу увагу при поповненні музею було приділено художнім традиціям краю. Отримувалися роботи найстаріших миколаївських художників Д. К. Крайнєва, Р. С. Соколовського, С. М. Старчеуса, В. І. Фірсова та інших. Останнім часом художній музей імені В. В. Верещагіна володіє найбільшою та найповнішою колекцією робіт сучасних миколаївських художників М. А. Ряснянського, В. І. Золотухіна, Д. А. Антонюка, О. П. Завгороднього, М. Ф. Бережного, І. Я. Булавицького, С. Ф. Сенкевича, Н. А. Мандрікової-Дончик, В. С. Покосенка.
У 1986 музей перебрався до нового будинку. У його залах на другому та третьому поверхах розгорнулася експозиція вітчизняного мистецтва, яка охоплює твори живопису, скульптури, декоративно-ужиткового мистецтва, графіки. В окремому залі музею експонуються твори західноєвропейського мистецтва.

## В незалежній Україні
У 2002 музей відзначено золотою медаллю Російської академії мистецтв та Благодійного фонду збереження спадщини В. В. Верещагіна за реставрацію творів художника, збереження та популяризацію творчості майстра.
28 липня 2009 рішенням президії Академії мистецтв України музей було нагороджено срібною медаллю за пропаганду мистецтва, заслуги в естетичному вихованні молодого покоління і у зв'язку з 95-річчям з дня заснування.

## Філії
- Музей мариністичного живопису імені Р. Г. Судковського
- Вознесенський художній музей імені Є. А. Кібрика

## Галерея

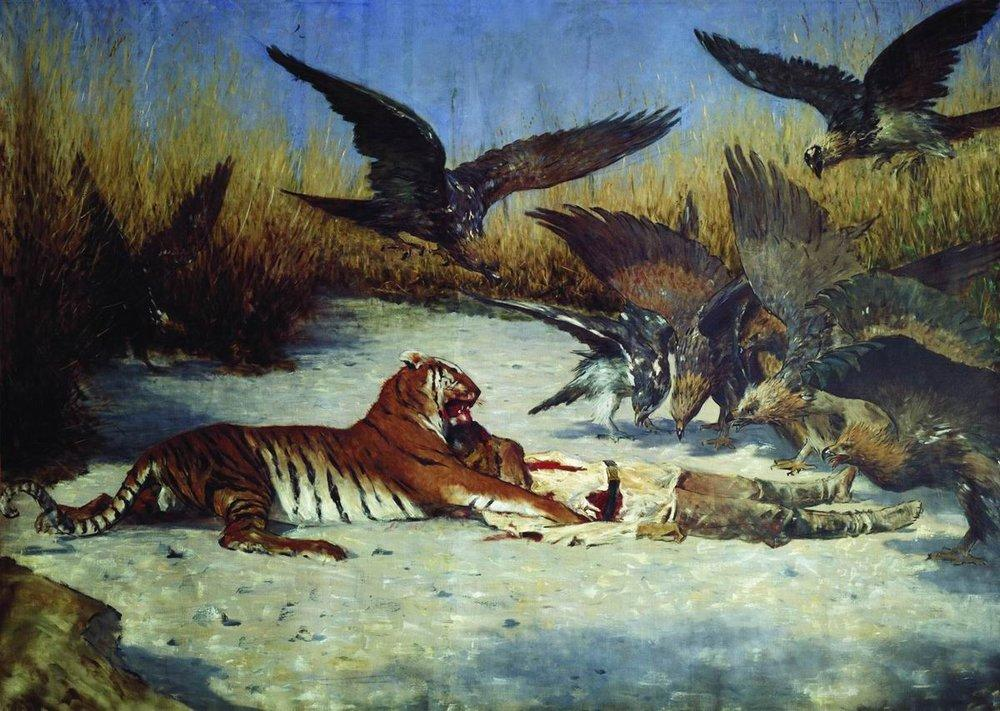
Василь Верещагін. Людожер
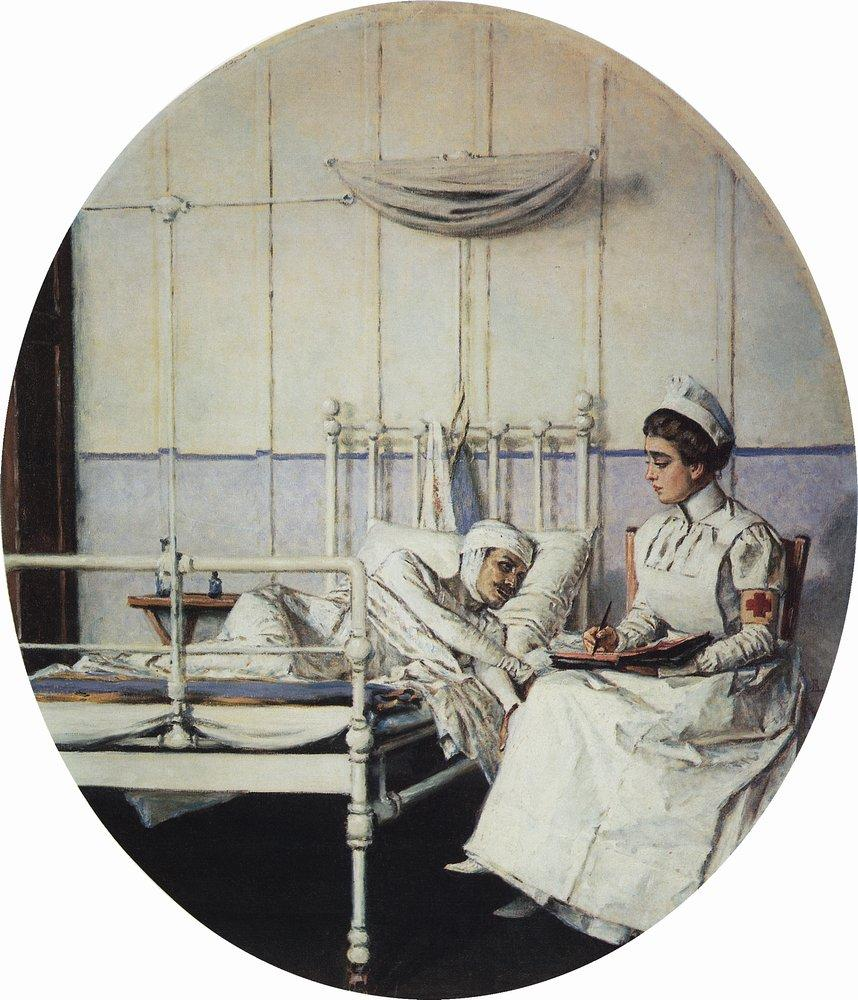
Василь Верещагін. Лист на батьківщину